# Инспектор ГАИ (фильм)
«Инспектор ГАИ» — советский драматический художественный фильм 1982 года режиссёра Эльдора Уразбаева.

## Сюжет
Действие происходит в начале 1980-х годов в СССР. Инспектор ГАИ Зыкин слыл среди своих коллег бессребреником и чудаком. Для него не имеет значения, кто сидит за рулём, главное — не нарушать правила дорожного движения. Зыкин отбирает водительские права за превышение скорости у Трунова, нового директора местного автосервиса.
Трунов на своей новой должности стал пользоваться большим авторитетом у руководства города, которое ремонтирует свои автомобили «по блату» в его автосервисе. Очевидно, что несгибаемая принципиальность Зыкина может для него плохо кончиться, но даже прямой начальник Зыкина не может его вразумить. В дело идут угрозы и шантаж. Неподкупный инспектор ГАИ продолжает стоять на своём.
Методы Зыкина, пониженного в должности за свой непотопляемый нрав, в конце концов берут своё: Трунов, обнаруживший, что не всё в этой жизни ему позволено, стал омерзителен самому себе. Разругавшись с друзьями и начальником Зыкина, майором Гринько, Валентин Павлович лично приезжает к Зыкину для разговора «по-человечески». Инспектор объясняет свою позицию: «Если я на своём месте делаю то, что должен, другой поступает также, и так далее… может и будет порядок». Трунов замечает: «Сколько же разочарований тебя ждёт в жизни», но соглашается с инспектором, и «как побитый пёс» возвращается в город на попутном автомобиле (Трунов был выпившим, а Зыкин сказал ему, чтобы он на время отдал ключи).

## В ролях
| Актёр              | Роль                                                                 |
| ------------------ | -------------------------------------------------------------------- |
| Сергей Никоненко   | инспектор ГАИ, старший лейтенант милиции Пётр Сергеевич Зыкин        |
| Олег Ефремов       | начальник отделения, майор милиции Фёдор Антонович Гринько           |
| Никита Михалков    | директор станции техобслуживания Валентин Павлович Трунов            |
| Марина Левтова     | учительница истории, возлюбленная Зыкина Екатерина Ивановна          |
| Николай Парфёнов   | руководитель строительного треста Василий Кириллович Пушков          |
| Виктор Ильичёв     | инспектор ГАИ, лейтенант милиции Андрианов                           |
| Раиса Рязанова     | сестра Зыкина Нина                                                   |
| Юрий Кузьменков    | муж Нины Слава                                                       |
| Николай Засухин    | директор универсама                                                  |
| Евгений Перов      | заместитель председателя райисполкома Евгений Владимирович Науменков |
| Анатолий Ганшин    | тренер Эдуард Анатольевич (озвучивает Владимир Ферапонтов)           |
| Данила Перов       | племянник Зыкина и сын Нины и Славы Гена                             |
| Вадим Захарченко   | пьяный водитель самосвала                                            |
| Екатерина Воронина | пассажирка «Москвича»                                                |
| Гусейн Ахундов     | парикмахер (нет в титрах)                                            |

## Съёмки
Фильм снимался в городе Лиепая (Латвия).
По изначальной задумке Александра Бороднянского, в финале фильма Трунов должен был убить Зыкина, однако игравший роль Трунова Никита Михалков выступил решительно против, и финал был переделан без участия Бороднянского.